# Athlétisme aux Jeux du Commonwealth de 1978
Pour un article plus général, voir Jeux du Commonwealth de 1978.
Navigation
Les épreuves d'athlétisme des Jeux du Commonwealth de 1978 se déroulent du 3 au 12 août 1978 au Stade du Commonwealth d'Edmonton, au Canada.

## Résultats

### Hommes
| Épreuves               | Or                                                                  | Or              | Argent                                                                             | Argent          | Bronze                                                           | Bronze         |
| ---------------------- | ------------------------------------------------------------------- | --------------- | ---------------------------------------------------------------------------------- | --------------- | ---------------------------------------------------------------- | -------------- |
| 100 m (+7,6 m/s)       | Don Quarrie Jamaïque                                                | 10 s 03         | Allan Wells Écosse                                                                 | 10 s 07         | Hasely Crawford Trinité-et-Tobago                                | 10 s 09        |
| 200 m (+4,4 m/s)       | Allan Wells Écosse                                                  | 20 s 12         | James Gilkes Guyana                                                                | 20 s 18         | Colin Bradford Jamaïque                                          | 20 s 43        |
| 400 m                  | Rick Mitchell Australie                                             | 46 s 34         | Joseph Coombs Trinité-et-Tobago                                                    | 46 s 54         | Glen Bogue Canada                                                | 46 s 63        |
| 800 m                  | Mike Boit Kenya                                                     | 1 min 46 s 39   | Seymour Newman Jamaïque                                                            | 1 min 47 s 30   | Peter Lemashon Kenya                                             | 1 min 47 s 57  |
| 1 500 m                | David Moorcroft Angleterre                                          | 3 min 35 s 48   | Filbert Bayi Tanzanie                                                              | 3 min 35 s 59   | John Paton Robson Écosse                                         | 3 min 35 s 60  |
| 5 000 m                | Henry Rono Kenya                                                    | 13 min 23 s 04  | Michael Musyoki Kenya                                                              | 13 min 29 s 92  | Brendan Foster Angleterre                                        | 13 min 31 s 35 |
| 10 000 m               | Brendan Foster Angleterre                                           | 28 min 13 s 65  | Michael Musyoki Kenya                                                              | 28 min 19 s 14  | Mike McLeod Angleterre                                           | 28 min 34 s 30 |
| Marathon               | Gidamis Shahanga Tanzanie                                           | 2 h 15 min 39 s | Jerome Drayton Canada                                                              | 2 h 16 min 13 s | Paul Bannon Canada                                               | 2 h 16 min 51  |
| 3 000 m steeple        | Henry Rono Kenya                                                    | 8 min 26 s 54   | James Munyala Kenya                                                                | 8 min 32 s 21   | George Kiprotich Rono Kenya                                      | 8 min 34 s 07  |
| 110 m haies (+6,2 m/s) | Berwyn Price Pays de Galles                                         | 13 s 70         | Maxwell Binnington Australie                                                       | 13 s 73         | Warren Parr Australie                                            | 13 s 73        |
| 400 m haies            | Daniel Kimaiyo Kenya                                                | 49 s 48         | Gary Bernard Brown Australie                                                       | 50 s 04         | Alan Pascoe Angleterre                                           | 50 s 09        |
| Saut en hauteur        | Claude Ferragne Canada                                              | 2,20 m          | Greg Joy Canada                                                                    | 2,18 m          | Brian Burgess Écosse Dean Bauck Canada                           | 2,15 m         |
| Saut à la perche       | Bruce Simpson Canada                                                | 5,10 m          | Donald George Baird Australie                                                      | 5,10 m          | Brian Hooper Angleterre                                          | 5,00 m         |
| Saut en longueur       | Roy Mitchell Angleterre                                             | 8,06 m (w)      | Christopher John Commons Australie                                                 | 8,04 m (w)      | Suresh Babu Inde                                                 | 7,94 m (w)     |
| Triple saut            | Keith Connor Angleterre                                             | 17,21 m (w)     | Ian Campbell Australie                                                             | 16,93 m (w)     | Aston Moore Angleterre                                           | 16,69 m        |
| Lancer du poids        | Geoffrey Capes Angleterre                                           | 19,77 m         | Bruno Pauletto Canada                                                              | 19,33 m         | Bishop Dolegiewicz Canada                                        | 18,45 m        |
| Lancer du disque       | Borys Chambul Canada                                                | 59,70 m         | Bradley Cooper Bahamas                                                             | 57,30 m         | Robert Gray Canada                                               | 55,48 m        |
| Lancer du marteau      | Peter John Farmer Australie                                         | 71,10 m         | Scot Neilson Canada                                                                | 69,92 m         | Christopher Francis Black Écosse                                 | 68,14 m        |
| Lancer du javelot      | Phil Olsen Canada                                                   | 84,00 m         | Mike O'Rourke Nouvelle-Zélande                                                     | 83,18 m         | Peter Derek Yates Angleterre                                     | 78,58 m        |
| Décathlon              | Daley Thompson Angleterre                                           | 8467            | Peter Hadfield Australie                                                           | 7623            | Alan Drayton Angleterre                                          | 7484           |
| 30 km marche           | Oliver Flynn Angleterre                                             | 2 h 22 min 03   | Willi Sawall Australie                                                             | 2 h 22 min 58   | Timothy Erickson Australie                                       | 2 h 26 min 33  |
| Relais 4×100 m         | Écosse Allan Wells Drew McMaster David Andrew Jenkins Cameron Sharp | 39 s 24         | Trinité-et-Tobago Chris Brathwaite Edwin Noel Ephraim Serrette Hasely Crawford     | 39 s 29         | Jamaïque Colin Bradford Errol Quarrie Floyd Brown Oliver Heywood | 39 s 33        |
| Relais 4×400 m         | Kenya Daniel Kimaiyo Joel Ngetich Washington Njiri Bill Koskei      | 3 min 03 s 54   | Jamaïque Bertland Cameron Clive Barriffe Colin Bradford Floyd Brown Seymour Newman | 3 min 04 s 00   | Australie Chum Darvall Garry Brown John Higham Rick Mitchell     | 3 min 04 s 23  |

### Femmes
| Épreuves               | Or                                                                             | Or            | Argent                                                             | Argent        | Bronze                                                                    | Bronze        |
| ---------------------- | ------------------------------------------------------------------------------ | ------------- | ------------------------------------------------------------------ | ------------- | ------------------------------------------------------------------------- | ------------- |
| 100 m (+2,9 m/s)       | Sonia Lannaman Angleterre                                                      | 11 s 27       | Raelene Boyle Australie                                            | 11 s 35       | Denise Boyd Australie                                                     | 11 s 37       |
| 200 m (+5,1 m/s)       | Denise Boyd Australie                                                          | 22 s 82       | Sonia Lannaman Angleterre                                          | 22 s 89       | Colleen Pekin Australie                                                   | 22 s 93       |
| 400 m                  | Donna Hartley Angleterre                                                       | 51 s 69       | Verona Elder Angleterre                                            | 52 s 94       | Bethanie Nail Australie                                                   | 53 s 06       |
| 800 m                  | Judith Peckham Australie                                                       | 2 min 02 s 82 | Tekla Chemabwai Kenya                                              | 2 min 02 s 87 | Katrina Colebrook Angleterre                                              | 2 min 03 s 10 |
| 1 500 m                | Mary Stewart Angleterre                                                        | 4 min 06 s 34 | Christine Benning Angleterre                                       | 4 min 07 s 53 | Penny Werthner Canada                                                     | 4 min 08 s 14 |
| 3 000 m                | Paula Fudge Angleterre                                                         | 9 min 12 s 95 | Heather Thomson Nouvelle-Zélande                                   | 9 min 20 s 69 | Ann Ford Angleterre                                                       | 9 min 24 s 05 |
| 100 m haies (+3,6 m/s) | Lorna Booth Angleterre                                                         | 12 s 98       | Shirley Strong Angleterre                                          | 13 s 08       | Sharon Colyear Angleterre                                                 | 13 s 17       |
| Saut en hauteur        | Katrina Gibbs Australie                                                        | 1,93 m        | Debbie Brill Canada                                                | 1,90 m        | Julie White Canada                                                        | 1,83 m        |
| Saut en longueur       | Sue Reeve Angleterre                                                           | 6,59 m        | Erica Hooker Australie                                             | 6,58 m        | June Griffith Guyana                                                      | 6,52 m        |
| Lancer du poids        | Gael Martin Australie                                                          | 17,31 m       | Carmen Ionesco Canada                                              | 16,45 m       | Judy Oakes Angleterre                                                     | 16,14 m       |
| Lancer du disque       | Carmen Ionesco Canada                                                          | 62,16 m       | Gael Martin Australie                                              | 57,60 m       | Lucette Moreau Canada                                                     | 56,64 m       |
| Lancer du javelot      | Tessa Sanderson Angleterre                                                     | 61,34 m       | Alison Hayward Canada                                              | 54,52 m       | Laurie Kern Canada                                                        | 53,60 m       |
| Pentathlon             | Diane Konihowski Canada                                                        | 4768          | Susan Mapstone Angleterre                                          | 4222          | Yvette Wray Angleterre                                                    | 4211          |
| Relais 4×100 m         | Angleterre Beverley Goddard-Callender Kathy Cook Sharon Colyear Sonia Lannaman | 43 s 70       | Canada Angela Bailey Margaret Howe Marjorie Bailey Patti Loverock  | 44 s 26       | Australie Colleen Pekin Denise Boyd Lyn Jacenko Roxanne Gelle             | 44 s 78       |
| Relais 4×400 m         | Angleterre Donna Hartley Joslyn Hoyte-Smith Ruth Kennedy Verona Elder          | 3 min 27 s 19 | Australie Bethanie Nail Denise Boyd Judith Peckham Maxine Corcoran | 3 min 28 s 65 | Canada Anne Mackie-Morrelli Debbie Campbell Marg Stride Rachelle Campbell | 3 min 35 s 83 |

## Tableau des médailles
| Rang | Nation            | Or | Argent | Bronze | Total |
| ---- | ----------------- | -- | ------ | ------ | ----- |
| 1    | Angleterre        | 16 | 5      | 12     | 33    |
| 2    | Australie         | 6  | 11     | 7      | 24    |
| 3    | Canada            | 6  | 8      | 10     | 24    |
| 4    | Kenya             | 5  | 4      | 2      | 11    |
| 5    | Écosse            | 2  | 1      | 3      | 6     |
| 6    | Jamaïque          | 1  | 2      | 2      | 5     |
| 7    | Tanzanie          | 1  | 1      | 0      | 2     |
| 8    | Pays de Galles    | 1  | 0      | 0      | 1     |
| 9    | Trinité-et-Tobago | 0  | 2      | 1      | 3     |
| 10   | Nouvelle-Zélande  | 0  | 2      | 0      | 2     |
| 11   | Guyana            | 0  | 1      | 1      | 2     |
| 12   | Bahamas           | 0  | 1      | 0      | 1     |
| 13   | Inde              | 0  | 0      | 1      | 1     |

## Légende
Records et Performances
- AR : Record continental (area record)
- CR : Record des championnats (championship record)
- MR : Record du meeting (meet record)
- NR : Record national (national record)
- OR : Record olympique (olympic record)
- PR : Record paralympique (paralympic record)
- PB : Record personnel (personal best)
- SB : Meilleure performance personnelle de la saison (season's best)
- WL : Meilleure performance mondiale de l'année (world leader)
- WJR : Record du monde junior (world junior record)
- WR : Record du monde (world record)

Circonstances et Conditions
- DNF : N'a pas terminé (did not finish)
- DNS : N'a pas pris le départ (did not start)
- DQ : Disqualification (disqualification)
- NM : Aucun essai valable enregistré (No Mark)
- Q : Qualifié « directement » au prochain tour (ou à la prochaine compétition), lors d'une compétition majeure, grâce au classement ou à la réalisation des minima (automatic qualifier)
- q : Qualifié au prochain tour (ou à la prochaine compétition), lors d'une compétition majeure, grâce au repêchage ou à la réalisation de l'une des meilleures performances parmi celles des « non qualifiés directement » (grâce au meilleur temps ou à la meilleure distance par exemple) (secondary qualifier)